# Dalbergia acutifoliolata
Dalbergia acutifoliolata är en ärtväxtart som beskrevs av Mendonca och Sousa. Dalbergia acutifoliolata ingår i släktet Dalbergia, och familjen ärtväxter. Inga underarter finns listade i Catalogue of Life.